# Resolutie 1524 Veiligheidsraad Verenigde Naties
Resolutie 1524 van de Veiligheidsraad van de Verenigde Naties werd op 30 januari 2004 unaniem door de VN-Veiligheidsraad aangenomen, en verlengde de UNOMIG-waarnemingsmissie in Abchazië met een half jaar.

## Achtergrond
Op de golf van opkomend onafhankelijkheidsstreven van Georgië uit de Sovjet-Unie tegen het einde van de jaren 1980, streefde de Abchazische minderheid in de Abchazische autonome republiek de onafhankelijkheid na, uit angst de autonomie in Georgië te verliezen. Het leidde tot etnische spanningen met de Georgiërs, die in Abchazië de grootste bevolkingsgroep waren.
In 1992 kwam het tot een gewapend conflict, waarbij ook Rusland betrokken raakte, dat het voor de Abchaziërs opnam. Begin 1993 braken zware gevechten uit om de Abchazische hoofdstad Soechoemi. In de zomer van 1993 werd een staakt-het-vuren afgesproken en werd de UNOMIG-waarnemingsmissie opgericht. De val van Soechoemi in september 1993 leidde tot grootschalige etnische zuiveringen tegen de Georgische gemeenschap.

## Inhoud

### Waarnemingen
De daders die een UNOMIG-helikopter neerschoten op 8 oktober 2001, waarbij negen mensen waren omgekomen, waren nog steeds niet gevonden. Ook zaten de onderhandelingen over het conflict in Abchazië nog steeds vast. Wel waren er enkele positieve signalen te merken in het vredesproces. Voorts waren in januari presidentsverkiezingen gehouden in Georgië. De nieuwe leiders werden aangemoedigd om een vreedzame oplossing te zoeken.

### Handelingen
De bijdragen van UNOMIG en van de vredesmacht van het Gemenebest van Onafhankelijke Staten (CIS) werden verwelkomd.
Men betreurde dat er nog geen vooruitgang was geboekt bij de onderhandelingen over de politieke status van Abchazië. Het document basisprincipes voor de bevoegdheidsverdeling tussen Tbilisi en Soechoemi dat door de bemiddelaars op tafel was gelegd moest hierbij helpen. Beide partijen moesten ook concessies doen. Vooral de Abchazen weigerden over de inhoud van het document een discussie aan te gaan. De Veiligheidsraad benadrukte dat de documenten niet waren bedoeld als een rechtstreekse oplossing, maar om de onderhandelingen tussen de partijen onder toeziend oog van de VN te versoepelen. De partijen werden opgeroepen om het vredesproces nieuw leven in te blazen en te zorgen voor de terugkeer van de vluchtelingen.
De partijen werden tevens opnieuw opgeroepen om zich te distantiëren van de retoriek van militanten voor steun aan militaire opties en activiteiten van gewapende groepen. De partijen werden ook opgeroepen hun onderlinge wantrouwen te laten varen. Georgië spande zich in om een einde te maken aan die activiteiten. Intussen ging de situatie in de regio Gali opnieuw achteruit. De demografische wijzigingen als gevolg van het conflict werden opnieuw als onwenselijk aangemerkt en er werd nogmaals gewezen op het onvervreemdbare recht van alle vluchtelingen en interne verdrevenen om onder veilige en waardige omstandigheden terug te keren naar hun thuis, overeenkomstig de internationale wetgeving en de vierpartijenovereenkomst van 4 april 1994 (S/1994/397, bijlage II).
Bij alle betrokken partijen werd er nogmaals op aangedrongen om te achterhalen wie er verantwoordelijk waren voor het neerschieten van de helikopter.
Ten slotte werd het mandaat van de UNOMIG-waarnemers in Georgië tot 31 juli 2004 verlengd. Secretaris-generaal Kofi Annan werd verzocht om binnen drie maanden te rapporteren over de situatie in Abchazië.

## Verwante resoluties
- Resolutie 1462 Veiligheidsraad Verenigde Naties (2003)
- Resolutie 1494 Veiligheidsraad Verenigde Naties (2003)
- Resolutie 1554 Veiligheidsraad Verenigde Naties
- Resolutie 1582 Veiligheidsraad Verenigde Naties (2005)

Lijst ·  1522 ·  1523 ·  1524 ·  1525 ·  1526 ·  1527 ·  1528 ·  1529 ·  1530 ·  1531 ·  1532 ·  1533 ·  1534 ·  1535 ·  1536 ·  1537 ·  1538 ·  1539 ·  1540 ·  1541 ·  1542 ·  1543 ·  1544 ·  1545 ·  1546 ·  1547 ·  1548 ·  1549 ·  1550 ·  1551 ·  1552 ·  1553 ·  1554 ·  1555 ·  1556 ·  1557 ·  1558 ·  1559 ·  1560 ·  1561 ·  1562 ·  1563 ·  1564 ·  1565 ·  1566 ·  1567 ·  1568 ·  1569 ·  1570 ·  1571 ·  1572 ·  1573 ·  1574 ·  1575 ·  1576 ·  1577 ·  1578 ·  1579 ·  1580